# 2001-es indianapolisi 500
A 85. alkalommal megrendezett Indianapolisi 500 mérföldes versenyt 2001. május 27-én rendezték meg.

## Futam
|    | Rajt Hely | #  | Versenyző             | Qual    | Rank | C | E  | Megett körök száma | Élen | Kiesés oka  | Csapat                          |
| -- | --------- | -- | --------------------- | ------- | ---- | - | -- | ------------------ | ---- | ----------- | ------------------------------- |
| 1  | 11        | 68 | Hélio Castroneves (R) | 224.142 | 13   | D | O  | 200                | 52   | Running     | Team Penske                     |
| 2  | 5         | 66 | Gil de Ferran         | 224.406 | 6    | D | O  | 200                | 27   | Running     | Team Penske                     |
| 3  | 21        | 39 | Michael Andretti      | 223.441 | 16   | D | O  | 200                | 16   | Running     | Team Green                      |
| 4  | 12        | 44 | Jimmy Vasser          | 223.455 | 15   | G | O  | 200                | 0    | Running     | Chip Ganassi Racing             |
| 5  | 20        | 50 | Bruno Junqueira (R)   | 224.209 | 11   | G | O  | 200                | 0    | Running     | Chip Ganassi Racing             |
| 6  | 7         | 33 | Tony Stewart          | 224.248 | 8    | G | O  | 200                | 13   | Running     | Chip Ganassi Racing             |
| 7  | 28        | 14 | Eliseo Salazar        | 223.740 | 14   | D | O  | 199                | 0    | Running     | A.J. Foyt Enterprises           |
| 8  | 30        | 88 | Airton Daré           | 222.236 | 25   | G | O  | 199                | 0    | Running     | TeamXtreme                      |
| 9  | 32        | 98 | Billy Boat            | 221.528 | 33   | D | O  | 199                | 0    | Running     | CURB/Agajanian/Beck Motorsports |
| 10 | 33        | 21 | Felipe Giaffone (R)   | 221.879 | G    | O | 29 | 199                | 0    | Running     | Mo Nunn Racing                  |
| 11 | 14        | 10 | Robby McGehee         | 222.607 | 21   | D | O  | 199                | 0    | Running     | Cahill Racing                   |
| 12 | 24        | 12 | Buzz Calkins          | 222.467 | 24   | D | O  | 198                | 0    | Running     | Bradley Motorsports             |
| 13 | 6         | 5  | Arie Luyendyk (W)     | 224.257 | 7    | G | O  | 198                | 1    | Running     | Treadway Racing                 |
| 14 | 13        | 4  | Sam Hornish, Jr.      | 223.333 | 17   | D | O  | 196                | 0    | Running     | Panther Racing                  |
| 15 | 9         | 24 | Robbie Buhl           | 224.213 | 10   | G | I  | 196                | 0    | Running     | Dreyer & Reinbold Racing        |
| 16 | 4         | 28 | Mark Dismore          | 224.964 | 4    | D | O  | 195                | 29   | Running     | Kelley Racing                   |
| 17 | 2         | 2  | Greg Ray              | 225.194 | D    | O | 2  | 192                | 40   | Running     | Team Menard                     |
| 18 | 10        | 91 | Buddy Lazier (W)      | 224.190 | 12   | D | O  | 192                | 0    | Running     | Hemelgarn Racing                |
| 19 | 31        | 16 | Cory Witherill (R)    | 221.621 | 31   | G | O  | 187                | 0    | Running     | Indy Regency Racing             |
| 20 | 23        | 9  | Jeret Schroeder       | 222.785 | 20   | D | O  | 187                | 0    | Running     | PDM Racing                      |
| 21 | 3         | 41 | Robby Gordon          | 224.994 | 3    | D | O  | 184                | 22   | Running     | A.J. Foyt Enterprises           |
| 22 | 17        | 77 | Jaques Lazier         | 222.145 | 27   | G | O  | 183                | 0    | Running     | Johanthan Byrd/TeamXtreme       |
| 23 | 26        | 99 | Davey Hamilton        | 221.696 | 30   | D | O  | 182                | 0    | Motorhiba   | Sam Schmidt Motorsports         |
| 24 | 8         | 35 | Jeff Ward             | 224.222 | 9    | G | O  | 168                | 0    | Running     | Heritage Motorsports            |
| 25 | 27        | 84 | Donnie Beechler       | 224.449 | 5    | D | O  | 160                | 0    | Running     | A.J. Foyt Enterprises           |
| 26 | 25        | 51 | Eddie Cheever (W)     | 222.152 | 26   | D | I  | 108                | 0    | Elektronika | Team Cheever                    |
| 27 | 18        | 6  | Jon Herb (R)          | 222.015 | 28   | D | O  | 104                | 0    | Baleset     | Tri-Star Racing                 |
| 28 | 29        | 36 | Stéphane Grégoire     | 222.888 | 19   | G | O  | 86                 | 0    | Oil Leak    | Heritage Motorsports            |
| 29 | 22        | 49 | Nicolas Minassian (R) | 223.006 | 18   | G | O  | 74                 | 0    | Váltó       | Chip Ganassi Racing             |
| 30 | 19        | 3  | Al Unser, Jr. (W)     | 221.615 | 32   | G | O  | 16                 | 0    | Baleset     | Galles Racing                   |
| 31 | 15        | 15 | Sarah Fisher          | 222.548 | D    | O | 22 | 7                  | 0    | Baleset     | Walker Racing                   |
| 32 | 16        | 52 | Scott Goodyear        | 222.529 | 23   | D | I  | 7                  | 0    | Baleset     | Team Cheever                    |
| 33 | 1         | 8  | Scott Sharp           | 226.037 | 1    | D | O  | 0                  | 0    | Baleset     | Kelley Racing                   |

(R) = Indianapolis 500 újonc
*C Modell: D=Dallara, G=G-Force
*E Motor: I=Infiniti, O=Oldsmobile
Minden induló Firestone abroncsokat használt.